# Confederació Japonesa d'Organitzacions de Víctimes de les Bombes A i H
La Confederació Japonesa d'Organitzacions de Víctimes de les Bombes A i H, sovint abreujada: Nihon Hidankyo (日本被団協), és una organització que representa els supervivents (coneguts com a hibakusha ) víctimes dels bombardejos atòmics d'Hiroshima i Nagasaki.
Nihon Hidankyo es va crear el 1956 i des d'aleshores exerceix pressió sobre el govern japonès per aconseguir millores en l'atenció i suport a les víctimes. També treballa a nivell internacional per l'abolició de les armes nuclears . Les activitats van incloure l'enregistrament de milers de testimonis, l'emissió de manifestos i crides públiques, i l'enviament de delegacions a organitzacions internacionals i Nacions Unides, pel desarmament nuclear global.

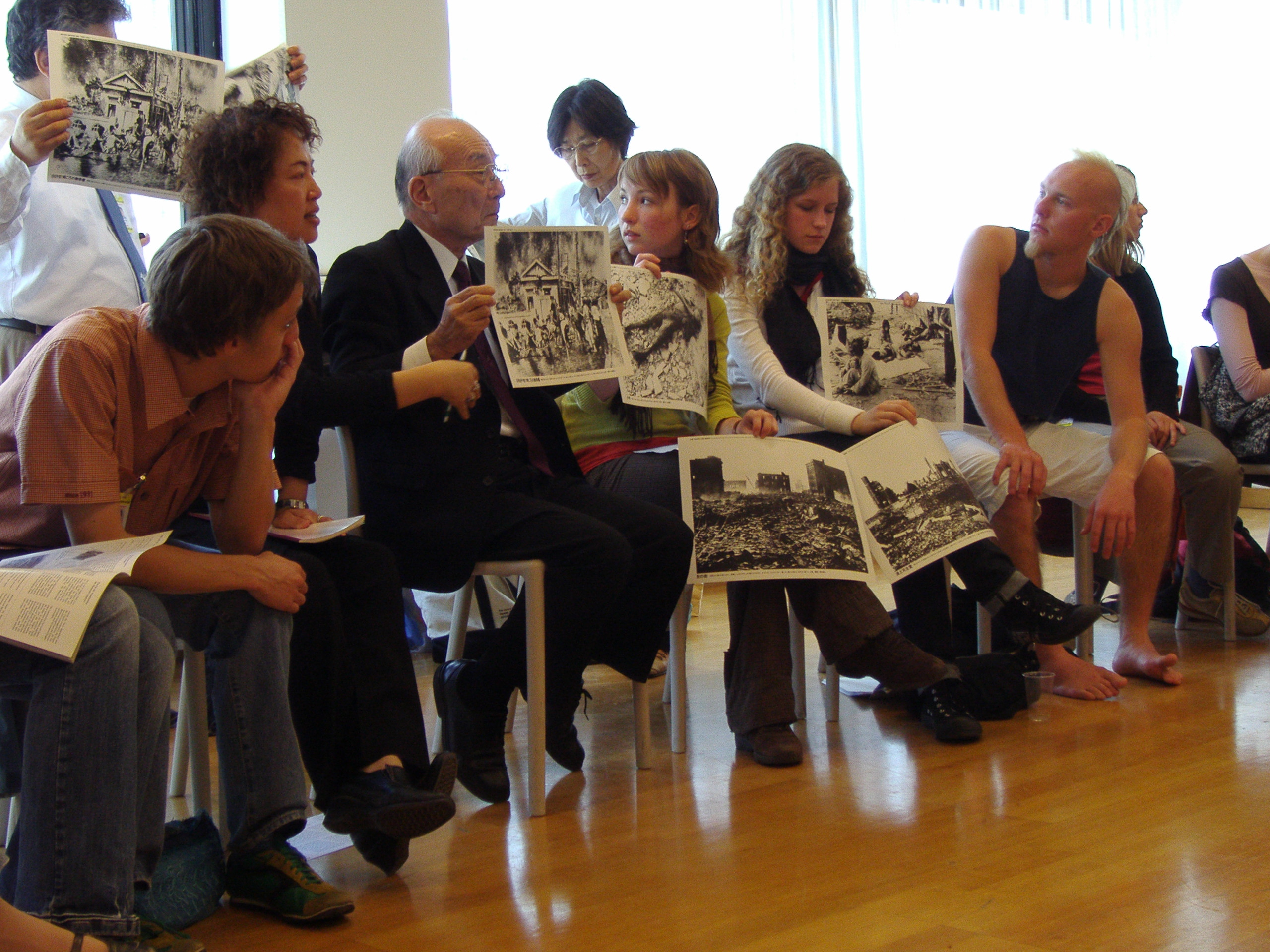
El secretari general Terumi Tanaka parlant als joves durant uns reunió celebrafa a Viena el 2007

L'organització va rebre el Premi Nobel de la Pau 2024 atès l'esforç esmerçat per aconseguir un món lliure d'armes nuclears i per denunciar, amb les veus dels testimonis, que les armes nuclears no s'han d'utilitzar mai més.

## Història

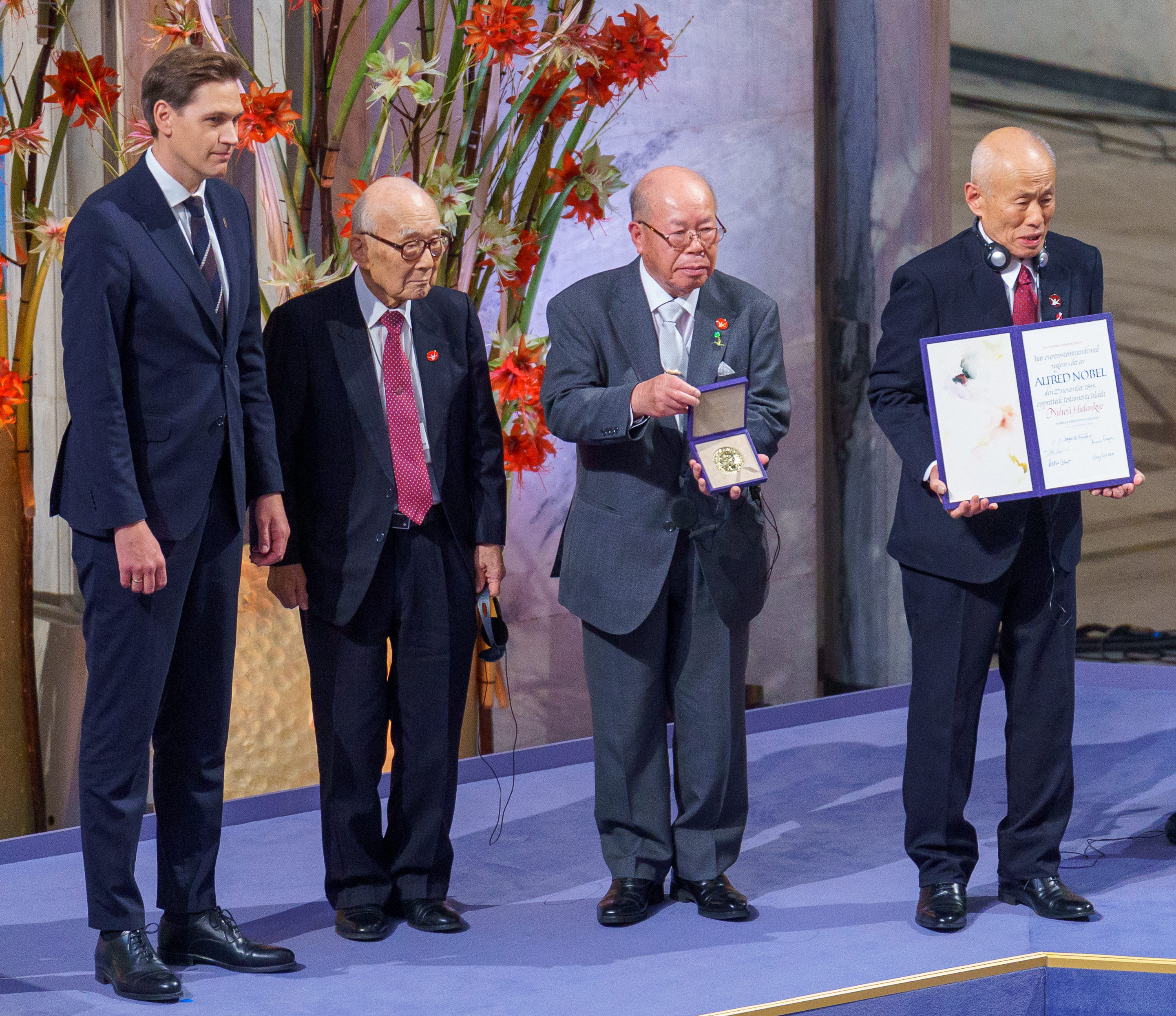
Terumi Tanaka, Shigemitsu Tanaka i Toshiyuki Mimaki recollint el Premi Nobel per la Pau el 2024 de mans de Jørgen Watne Frydnes

L'associació és formada per grups de supervivents víctimes de la bomba atòmica d'Hiroshima i Nagasaki a cada prefectura .
La pluja radioactiva de Castle Bravo, una prova d'arma termonuclear realitzada a l'atol de Bikini pels Estats Units el 1954, va causar una síndrome de radiació aguda als residents dels atols veïns i en 23 membres de la tripulació del vaixell pesquer japonès Daigo Fukuryū Maru. El desastre va conduir a la creació del Consell del Japó contra les Bombes Atòmiques i d'Hidrogen a Hiroshima l'any següent. Inspirats i amb el suport del Consell, els supervivents del bombardeig atòmic vàren fundar Nihon Hidankyo el 10 d'agost de 1956, durant la segona conferència anual del Consell a Nagasaki.
Tanmateix, la unitat i solidaritat del moviment va quedar alterada quan el Consell es va involucrar activament en el moviment contrari al Tractat de Seguretat entre els EUA i el Japó prenent posició conjunta amb el Partit Socialista Japonès el 1959. Un gran nombre de partidaris es van retirar del Consell i, amb el suport dels Demòcrates Liberals conservadors, es va restablir una nova organització, dirigida per Masatoshi Matsushita, líder del declaradament anticomunista Partit Socialista Democràtic.
El 1961, quan la Unió Soviètica va reprendre les proves nuclears, l'ala comunista del Consell es va negar a denunciar-les i això va provocar greus tensions internes. Això va conduir a una nova divisió del moviment, amb un grup recolzat pel Partit Socialista Japonès que denuncia les proves nuclears de qualsevol nació que se'n va separar com a nou consell.
Aquestes tensions dins dels moviments antinuclears van fer que alguns Hidankyos prefecturals també es dividissin a nivell local, com ara a Hiroshima, on hi ha Hidankyos recolzats tant pel Partit Socialista com pel Partit Comunista amb el mateix nom. La organització nacional va decidir no alinear-se amb cap moviment polític el 1965.

## Activitats
- Defensa de l'abolició de les armes nuclears i demandes de compensacions estatals
- Accions de petició davant del govern japonès, les Nacions Unides i altres governs
- Eliminació de les armes nuclears, establiment d'un tractat internacional per al desarmament nuclear, celebració de conferències internacionals, promulgació de lleis no nuclears i reforç de les mesures de suport a les víctimes
- Sensibilitzar sobre els efectes dels bombardejos atòmics tant a nivell nacional com internacional
- Recerca, estudi, publicació, exposicions i reunions sobre els danys de la bomba atòmica
- Activitats de consulta i suport per a les víctimes sobrevivents[6]

## Càrrecs actuals

### Copresidents
Terumi Tanaka : Exposat a la radiació a 3,2 km de l'hipocentre de Nagasaki als 13 anys; va assumir el càrrec el 14 de juny de 2017
Shigemitsu Tanaka : Exposat a la radiació a 6 km de l'hipocentre de Nagasaki als 4 anys; va assumir el càrrec el 14 de juny de 2018
Toshiyuki Mimaki: Exposat a la radiació a casa seva a Hiroshima als 3 anys; va assumir el càrrec el 9 de juny de 2022

### Secretari general
Sueichi Kido: Exposat a la radiació a Nagasaki als 5 anys; va assumir el càrrec el 7 de juny de 2017

### Secretaris generals adjunts
Toshiko Hamanaka; Jiro Hamasumi; Michiko Kodama; Masako Wada

### Excàrrecs
Ichiro Moritaki - President fundador de Nihon Hidankyo. President fundador de la Hidankyo de la Prefectura d'Hiroshima, cap de comitè de l'Associació de l'Aigua Atòmica i tercer president de la Conferència Nacional del Japó sobre la Prohibició de les Bombes Atòmiques i d'Hidrogen. Va morir el 25 de gener de 1994.
Sumiteru Taniguchi : Greument ferit per la bomba de Nagasaki a 1,8 km de l'hipocentre als 16 anys; copresident fins a la seva mort el 20 d'agost de 2017.
Takeshi Ito: Nascut a la ciutat d'Hiroshima. Ito va estar exposat a la bomba atòmica durant el seu tercer any a l'antiga Primera Escola Secundària de la Prefectura d'Hiroshima; copresident fins a la seva mort el 3 de març de 2000.
Sunao Tsuboi: Greument ferit per la bomba d'Hiroshima a 1,5 km de l'hipocentre als 20 anys; copresident fins a la seva mort el 24 d'octubre de 2021.
Mikiso Iwasa : Greument ferit per la bomba d'Hiroshima a casa seva, a 1,2 km de l'hipocentre, als 16 anys; copresident fins a la seva mort el 7 de setembre de 2020.

## Premis
2003: Premi Seán MacBride de la Pau
2010: Premi d'Activisme Social de la Cimera Mundial de Premis Nobel de la Pau
2024: Premi Nobel de la Pau
Abans de rebre el Premi Nobel de la Pau, Nihon Hidankyo també va ser nominada el 1985, 1994 i 2015 per l' Oficina Internacional per la Pau, amb seu a Suïssa .